# Jaap Van Lagen
Jaap Van Lagen, né le 22 décembre 1976 à Ede, est un pilote automobile néerlandais.

## Palmarès

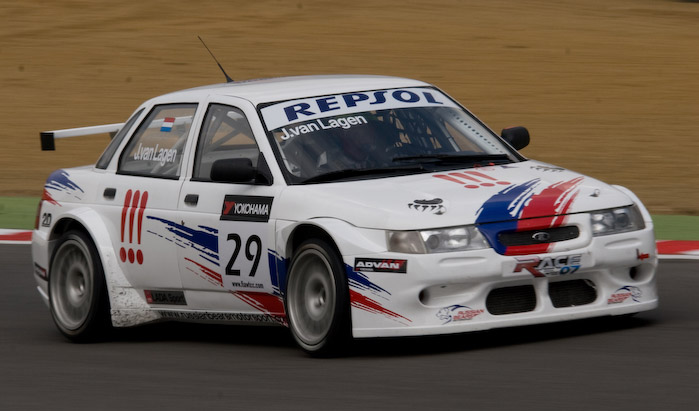
Jaap Van Lagen en WTCC, en 2008

- Champion de Formule Ford 1800 Benelux en 2001 et 2002
- Champion de Formule Volkswagen Allemagne en 2003
- Champion en Eurocup Mégane Trophy en 2006
- Vice-champion en ADAC GT Masters en 2014
- Vainqueur de la Porsche Cup en 2014